# Kerk van Noorddijk
De kerk van Noorddijk (ook Stephanuskerk) in Noorddijk binnen de gemeente Groningen is een romanogotische kerk gebouwd omstreeks 1250. De kerk was gewijd aan de heilige Stephanus en ging na de Reductie van Groningen in 1594 over van de katholieke kerk naar het protestantisme. De kerk is in gebruik voor de eredienst.

## Beschrijving
De middeleeuwse Stephanuskerk werd halverwege de 16e eeuw ingrijpend verbouwd. De kerk werd verlengd met een koor en een vlak plafond verving de gewelven.
De kerktoren dateert uit 1648. Op de toren staat een windvaan met een adelaar. De eerste steen werd op 29 mei 1648 gelegd door Anna Maria Ulgers. Op de gekleurde gedenksteen boven de toreningang in de westgevel staat:
Anno 1648 den 29 May is D' Eerste Steen Gelecht Door Juffer Anna Maria Vlgers Doen de Eerwaerde Bolardvs Stechman Pastoor Ende de Heer Otto Valcke Drost der Oldambten nevens Jan Roelofs adsessor van Selwerder Gerichte Kerckvoogden Waeren.
Bij de inwijding van de twee torenklokken in 1660 dronken de klockluides tot Noorddijck vier halve tonnen kluin (bier) ter waarde van zestien gulden en tien stuivers.
De beide klokken werden in de Tweede Wereldoorlog door de Duitsers weggehaald. De oudste van deze klokken, gegoten in 1660 door Willem Jacobus de Vrij, werd teruggevonden en kon herplaatst worden. In 1996 is er een nieuwe tweede klok bij gekomen als geschenk van een van de inwoners van Noorddijk.
De plaquette op de Stefanuskerk stelt het wapen van de voormalige gemeente Noorddijk voor. De gebrandschilderde ramen tonen de wapens van vier kerkvoogden. Op een van de ramen wordt de kerk afgebeeld. De preekstoel dateert uit 1840 en is vervaardigd door A.C. Cramwinkel. De kerk bezit een 17e-eeuws offerblok.
Op het kerkhof staan enkele opvallende grafmonumenten waarvan een aantal met grafpoëzie.

## Orgel

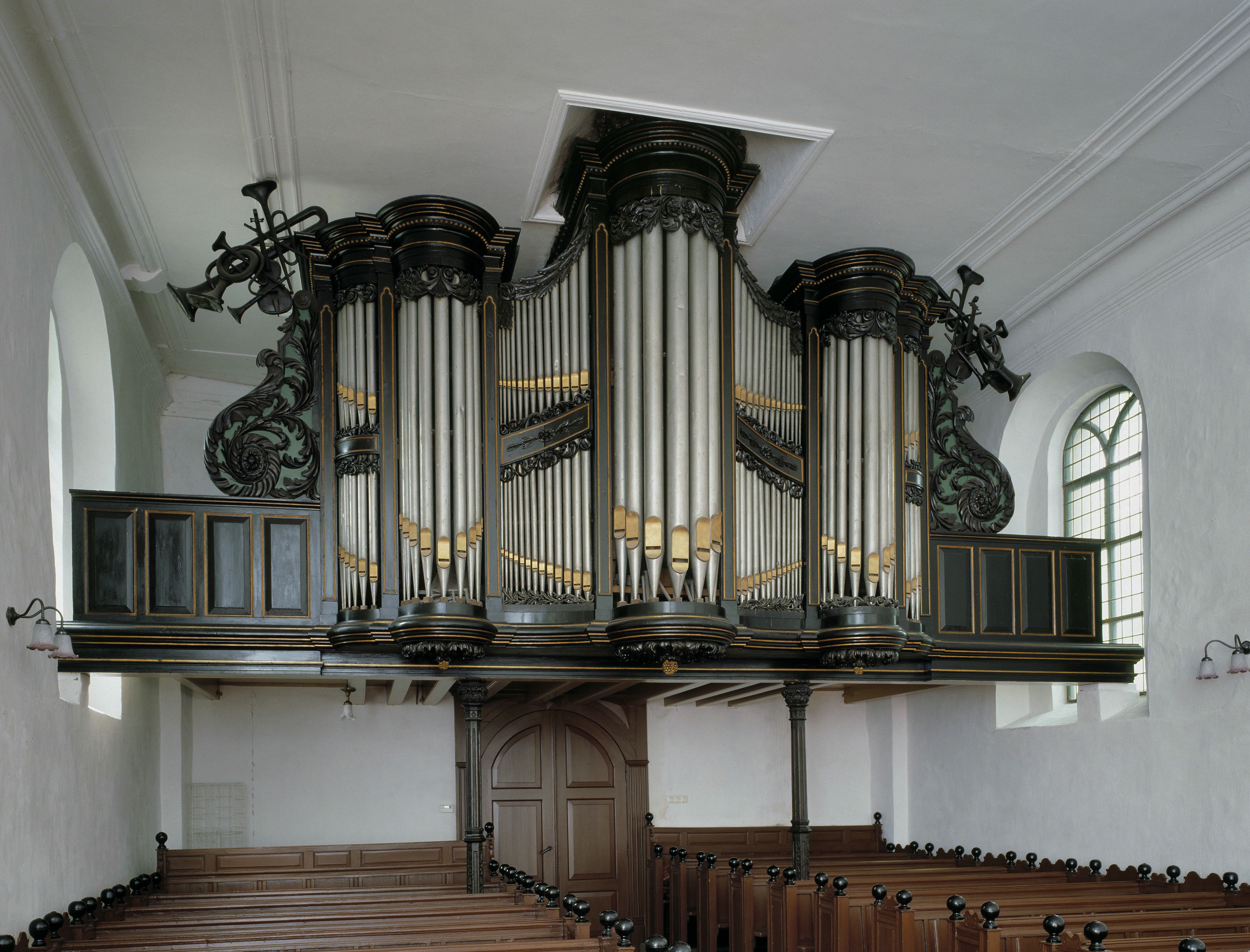
Van Oeckelen-orgel uit 1864 met uitsparing in het plafond

Het pijporgel werd gebouwd door de orgelbouwer Petrus van Oeckelen te Glimmen en op 17 juli 1864 in gebruik genomen. Door het lage plafond van de kerk moest het bovenwerk achter het hoofdwerk worden opgesteld. Er wordt aangenomen dat Van Oeckelen een al bestaand orgel heeft aangepast voor deze kerk. In 1889 werd het plafond nog verder verlaagd, waarbij een uitsparing werd gemaakt voor de middentoren, terwijl de ornamenten van de zijtorens naar de zijkant moesten worden verplaatst. Daardoor kreeg het instrument een merkwaardige langgerekte vorm in de breedte. Het gehele orgel, zowel het pijpwerk als de kas, werd in 2005-2006 gerestaureerd door Mense Ruiter onder adviseurschap van Stef Tuinstra. Het tweeklaviers orgel heeft 16 registers en een aangehangen pedaal.

## Pieter Boeles

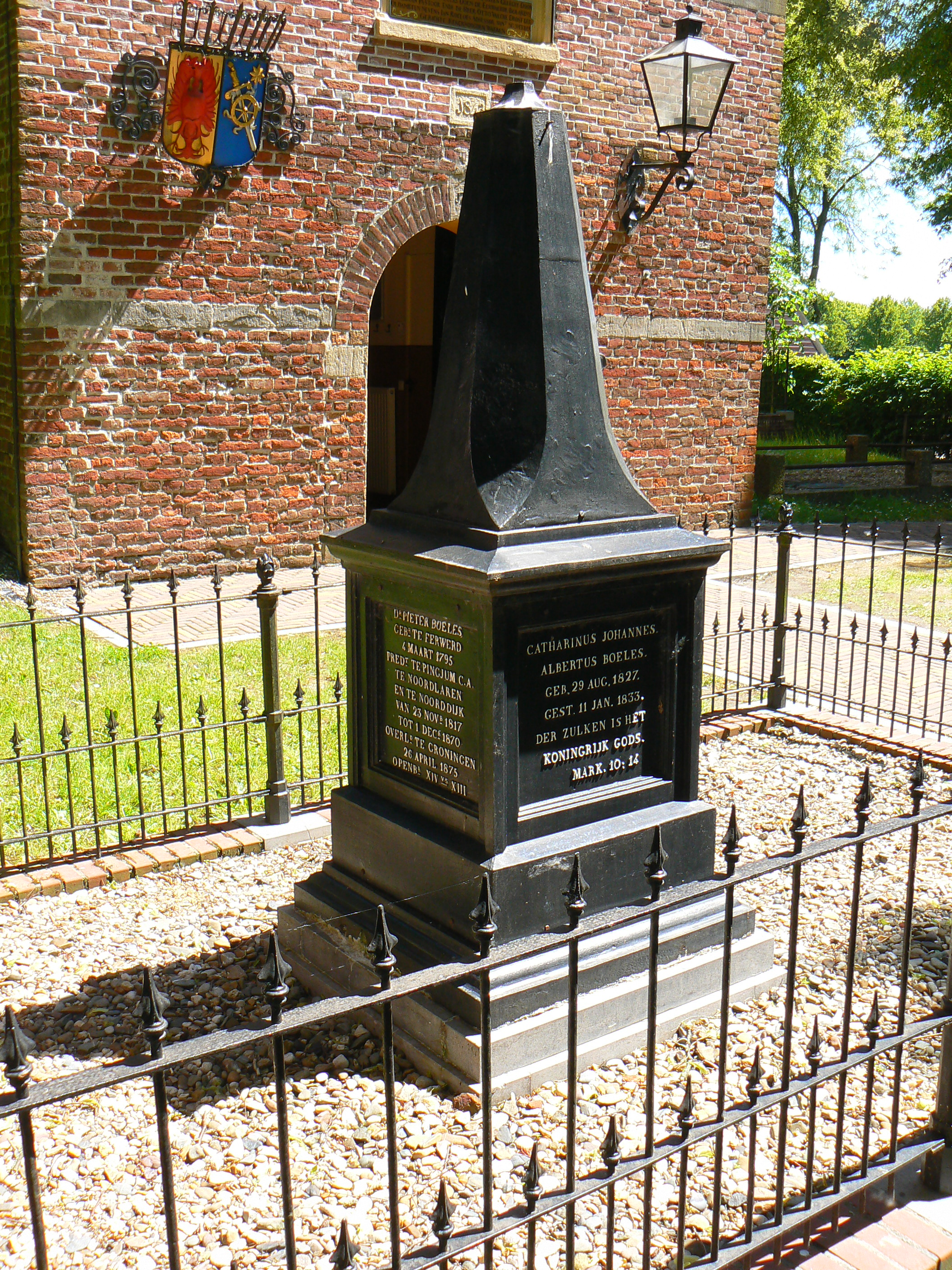
Grafmonument voor Pieter Boeles

Van 1827 tot 1870 was Pieter Boeles predikant van Noorddijk. Hij was de schrijver van Idioticon Groninganum: vergelijkend woordenboek van den Groningschen tongval, het eerste woordenboek van de Groninger taal. Ter gelegenheid van het 250-jarig bestaan van de hervormde gemeente van Noorddijk hield zijn zoon Pieter een leerrede die werd uitgesproken op Gedenkdag der Hervorming, 2 november 1845. Boeles junior, die kandidaatpredikant was, droeg dit werk op aan zijn vader. Het graf van Boeles bevindt zich bij de ingang van de kerk.